# بیورن ییسون لیند
بیورن ییسون لیند (سوئدی: Björn J:son Lindh؛ ۲۵ اکتبر ۱۹۴۴ – ۲۱ دسامبر ۲۰۱۳) آهنگساز، موسیقی‌دان و نوازنده پیانو اهل سوئد بود. وی بین سال‌های ۱۹۶۰ تا ۲۰۱۳ میلادی فعالیت می‌کرد.
از فیلم‌هایی که وی در آن‌ها نقش داشته‌است، می‌توان به تروریست مردم‌سالار، شکارچیان و برادران موتزارت اشاره نمود.